# Gonzalo Puyat
Gonzalo G. Puyat II, anche noto come Lito (Dipolog, 21 maggio 1933 – Makati, 7 gennaio 2013), è stato un dirigente sportivo filippino, quinto presidente della FIBA.

## Biografia
Dal 1969 al 1995 è stato presidente della Federazione cestistica delle Filippine. Durante il suo mandato, le Filippine hanno ospitato i Mondiali del 1978.
Nel 1976 è stato eletto a capo della FIBA, succedendo all'egiziano Wahby. È stato riconfermato per un secondo mandato nel 1980, e quattro anni dopo è stato nominato Presidente onorario.